# Edward James Olmos
Edward James Olmos (Los Angeles, 24 febbraio 1947) è un attore e regista statunitense.

## Biografia
È figlio di genitori di origini messicane.
Nei tardi anni sessanta Olmos iniziò a lavorare nei musical, comparendo in diverse piccole produzioni, raggiungendo il grande successo nel ruolo di "El Pachuco" nell'opera Zoot Suit, rappresentazione delle rivolte messe in atto durante la seconda guerra mondiale nella California del sud dagli Americo-Messicani contro la polizia. Lo spettacolo arrivò fino a Broadway e Olmos ricevette una Tony nomination.
All'inizio degli anni ottanta ottenne parti di rilievo nei film Wolfen, la belva immortale (1981) e Blade Runner di Ridley Scott (1982). Nel 1984 interpretò l'autoritario e taciturno tenente di polizia Martin Castillo nella serie tv Miami Vice, parte che gli valse un Golden Globe e un Emmy. Nel 1988 ricevette la nomination all'Oscar come miglior attore protagonista per la sua recitazione ne La forza della volontà. Nel 1992 interpretò il narcotrafficante Montoya Santana nel film gangsteristico American Me - Rabbia di vivere, diretto da lui stesso. Nel 1997 fu Abraham Quintanilla in Selena, biografia della cantante messicana. Nel 2003 ottenne la parte del comandante William Adama nella serie televisiva Battlestar Galactica.
Meno significativa la sua attività di regista, nella quale ha al suo attivo tre lungometraggi, che ha diretto e interpretato: Rabbia di vivere (American Me, 1992), Jack and Marilyn (2002) e Battlestar Galactica: The Plan (2009).

### Vita privata
Si è sposato tre volte: prima dal 1971 al 1992 con Kaija Keel da cui ha avuto due figli, Mico (1972) e Bodie (1975); poi nel 1994 ha sposato l'attrice Lorraine Bracco; si separarono nel 1997 e divorziarono nel 2002, anno in cui Edward si risposa con l'attrice Lymari Nadal.

## Filmografia

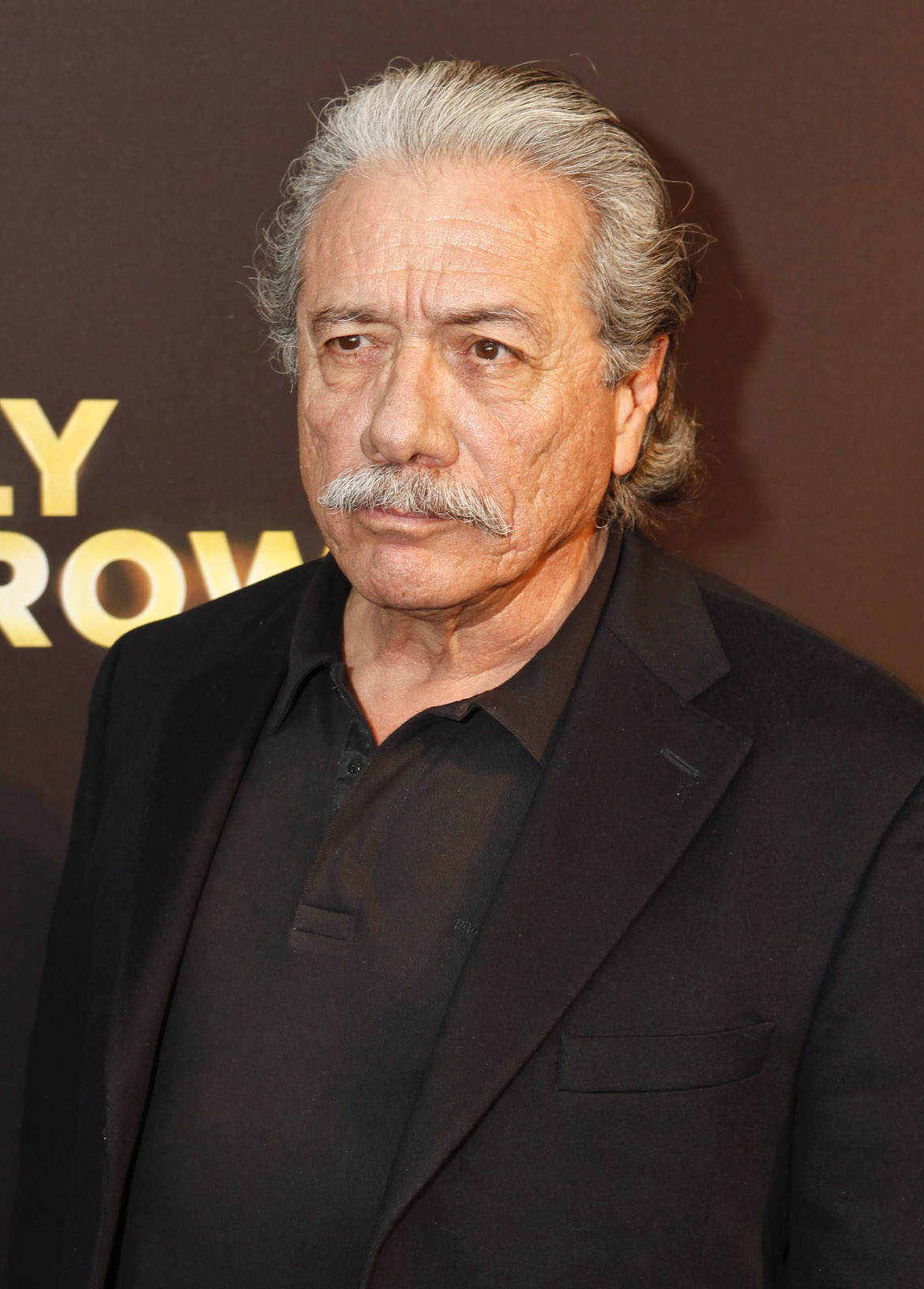
Edward James Olmos al Miami International Film Festival nel 2013

### Attore

#### Cinema
- I ragazzi del sabato (Aloha, Bobby and Rose), regia di Floyd Mutrux (1975)
- Il clandestino (Alambrista!), regia di Robert M. Young (1977)
- Ultimo rifugio: Antartide (Fukkatsu no hi), regia di Kinji Fukasaku (1980)
- Wolfen, la belva immortale (Wolfen), regia di Michael Wadleigh (1981)
- Zoot Suit, regia di Luis Valdez (1981)
- Blade Runner, regia di Ridley Scott (1982)
- La ballata di Gregorio Cortez (The Ballad of Gregorio Cortez), regia di Robert M. Young (1982)
- Oddio, ci siamo persi il papa (Saving Grace), regia di Robert M. Young (1986)
- La forza della volontà (Stand and Deliver), regia di Ramón Menéndez (1988)
- Oltre la vittoria (Triumph of the Spirit), regia di Robert M. Young (1989)
- Terza base (Talent for the Game), regia di Robert M. Young (1991)
- American Me - Rabbia di vivere (American Me), regia di Edward James Olmos (1992)
- Roosters, regia di Robert M. Young (1993)
- Una fortuna dal cielo (A Million to Juan), regia di Paul Rodriguez (1994)
- Mi familia (My Family), regia di Gregory Nava (1995)
- Mirage, regia di Paul Williams (1995)
- Caught, regia di Robert M. Young (1996)
- The Disappearance of Garcia Lorca, regia di Marcos Zurinaga (1997)
- Selena, regia di Gregory Nava (1997)
- Il meraviglioso abito color gelato alla panna (The Wonderful Ice Cream Suit), regia di Stuart Gordon (1998)
- Bonanno - La storia di un padrino (Bonanno - A Godfather's Story), regia di Michael Poulette (1999)
- Gossip, regia di Davis Guggenheim (2000)
- La cerca – cortometraggio (2005)
- Splinter, regia di Michael D. Olmos (2006)
- Battlestar Galactica: The Plan (2010)
- Joaquin Phoenix - Io sono qui! (I'm Still Here), regia di Casey Affleck (2010)
- The Green Hornet, regia di Michel Gondry (2011)
- Cani sciolti (2 Guns), regia di Baltasar Kormákur (2013)
- Blade Runner 2049, regia di Denis Villeneuve (2017)
- The Predator, regia di Shane Black (2018) - scene eliminate
- Un viaggio a quattro zampe (A Dog's Way Home), regia di Charles Martin Smith (2019)

#### Televisione
- Kojak – serie TV , episodio 3x14 (1975)
- CHiPs – serie TV, episodio 1x22 (1978)
- Evening in Byzantium – film TV (1978)
- 300 Miles for Stephanie, regia di Clyde Ware – film TV (1981)
- Hill Street giorno e notte (Hill Street Blues) – serie TV, 3 episodi (1982-1984)
- Miami Vice – serie TV, 106 episodi (1984-1989)
- Mamma Lucia (The Fortunate Pilgrim) – miniserie TV (1988)
- Menendez: A Killing in Beverly Hills – film TV (1994)
- Il fuoco della resistenza - La vera storia di Chico Mendes (The Burning Season: The Chico Mendes Story), regia di John Frankenheimer – film TV (1994)
- Dead Man's Walk – miniserie TV (1996)
- The Limbic Region – film TV (1996)
- La parola ai giurati (12 Angry Men), regia di William Friedkin – film TV (1997)
- Il colpo della metropolitana (The Taking of Pelham One Two Three), regia di Félix Enríquez Alcalá – film TV (1998)
- Bonanno - La storia di un padrino (Bonanno: A Godfather's Story) – film TV (1999)
- West Wing - Tutti gli uomini del Presidente (West Wing) – serie TV, 2 episodi (1999-2000)
- Il giudice – film TV (2001)
- In the Time of the Butterflies, regia di Mariano Barroso – film TV (2001)
- American Family – serie TV, 17 episodi (2002)
- Battlestar Galactica – miniserie TV (2003)
- Battlestar Galactica – serie TV, 73 episodi (2004-2009)
- Walkout – film TV (2006)
- The George Lopez Show – serie TV, 1 episodio (2007)
- Battlestar Galactica: Razor, regia di Félix Enríquez Alcalá – film TV (2007)
- CSI: NY – serie TV, 1 episodio (2010)
- Dexter – serie TV, 10 episodi (2011)
- Agents of S.H.I.E.L.D. – serie TV, 5 episodi (2015)
- Narcos – serie TV, 2 episodi (2017)
- Mayans M.C. – serie TV, 50 episodi (2018-2023)
- Blue Bloods – serie TV, episodio 14x18 (2024)

### Doppiatore
- Nausicaä della Valle del vento, regia di Hayao Miyazaki (1984)
- La strada per El Dorado (The Road to El Dorado), regia di Bibo Bergeron e Don Paul (2000)
- Beverly Hills Chihuahua, regia di Raja Gosnell (2008)
- I Simpson (The Simpsons) – serie animata, 1 episodio (2015)
- Blade Runner: Black Out 2022, regia di Shin'ichirō Watanabe (2017)
- Coco, regia di Lee Unkrich e Adrian Molina (2017)

### Regista
- American Me - Rabbia di vivere (American Me) (1992)

### Regista, attore e Produttore
- Jack and Marilyn (2002)
- The Devil Has a Name (2019)

## Doppiatori italiani
Nelle versioni in italiano delle opere in cui ha recitato, Edward James Olmos è stato doppiato da:
- Dario Penne in Battlestar Galactica (miniserie televisiva), Battlestar Galactica (serie televisiva), Battlestar Galactica: Razor, Battlestar Galactica: The Plan
- Ennio Coltorti in Agents of S.H.I.E.L.D., Blade Runner 2049, One Fast Move, Blue Bloods
- Luciano De Ambrosis in La parola ai giurati, Bonanno - La storia di un padrino, The Green Hornet
- Michele Gammino in American Me - Rabbia di vivere, Narcos
- Saverio Moriones in Dead Man's Walk, Cani sciolti
- Nino Prester in Gossip, Walkout
- Piero Tiberi in Blade Runner[3]
- Oreste Rizzini in Miami Vice
- Renato Cortesi in La forza della volontà
- Sergio Di Stefano in Mamma Lucia
- Carlo Valli in Oltre la vittoria
- Franco Zucca in Mirage
- Sergio Graziani in The Limbic Region
- Enrico Bertorelli in Selena
- Diego Reggente in West Wing - Tutti gli uomini del Presidente
- Fabrizio Temperini in CSI: NY
- Pierluigi Astore in Dexter
- Alessandro D'Errico in Joaquin Phoenix - Io sono qui!
- Pino Ammendola in Mayans M.C.
- Massimo Corvo in Mayans M.C. (ep. 4x03)
- Mauro Magliozzi in The Devil Has a Name

Da doppiatore è sostituito da:
- Bruno Alessandro ne La strada per El Dorado
- Mario Scarabelli in The Batman
- Stefano De Sando in Beverly Hills Chihuahua
- Saverio Moriones in Coco

## Riconoscimenti
- Premi Oscar 1989 – Candidatura all'Oscar al miglior attore per La forza della volontà